# Rise Like a Phoenix
Rise Like a Phoenix är en musiklåt som artisten Conchita Wurst (egentligen Thomas Neuwirth) vann med då hon tävlade i Eurovision Song Contest 2014. Låten fick en seger i andra semifinalen den 8 maj med 169 poäng. I finalen den 10 maj fick bidraget 290 poäng där de vann hela tävlingen, trots allt protest och klagomål kring hennes medverkan och tävlande i Europas största tv-program .
Låten framfördes för första gången den 21 mars 2014 i TV-programmet Dancing Stars på den Österrikiska kanalen Österreichischer Rundfunk ("ORF").